# De Gelderlander
De Gelderlander ist eine niederländische Regionalzeitung mit Redaktionssitz in Nijmegen. Die Zeitung erscheint montags bis samstags im Tabloid-Format. Herausgeber der Zeitung ist Wegener, wo mit Brabants Dagblad, BN/De Stem, Eindhovens Dagblad, Provinciale Zeeuwse Courant, de Stentor und De Twentsche Courant Tubantia weitere Regionalzeitungen erscheinen. Die bezahlte Auflage betrug im ersten Quartal 2008 149.455 Exemplare. Chefredakteur ist Kees Pijnappels.
Die Zeitung verfügt über Redaktionsbüros in Arnhem, Boxmeer, Doetinchem, Ede, Elst, Nijmegen, Tiel, Winterswijk und Zevenaar.

## Geschichte

### Aufstieg der Zeitung
1843 gründete der Anwalt Christiaan Verwayen De Batavier, staat- en letterkundig weekblad als Emanzipationsorgan für die Katholiken in Nijmegen. Die Stadt wurde, obwohl mehrheitlich katholisch, von den dortigen Protestanten dominiert. Vom 4. Oktober jenes Jahres an erschien sie zweimal wöchentlich auf zwei Seiten. Das Blatt lief nicht besonders gut, nachdem Verwayen 1845 Mitglieder des Stadtparlaments des Meineids beschuldigt hatte, wurde er in Haft genommen und die Zeitung eingestellt.
Verwayens Schwager Simon Petrus Langendam kündigte 1847 unterdessen eine eigene Zeitung mit dem Namen De grondwetsgezinde Batavier: Geldersch Weekblad, over Staat- , Geschied- en Letterkunde an, diese erschien jedoch erst ein Jahr später im Mai 1848 als De Gelderlander, Staatkundig-, Nieuws- en Advertentieblad. Der Arzt Jan Berends, zuvor bereits Mitarbeiter bei De Batavier, sorgte in den ersten Jahren nahezu im Alleingang für den Inhalt, der zunächst auf einer einzigen Seite unterzubringen war, und hielt das Blatt auf einer streng katholischen, antiliberalen Linie.
Von 1852 an erschien die Zeitung donnerstags und sonntags. Ein Jahr später wurde Langendam für 18 Monate in Arnhem inhaftiert, das Blatt exponierte sich dennoch deutlicher in Sachen katholischer Emanzipation und begann sich allmählich thematisch auszuweiten. 1856 verschwand das Stadt- und Provinzwappen vom Titel.
1874 wurde De Gelderlander zur Tageszeitung. Der deutliche Bevölkerungsanstieg von Nijmegen sorgte seit 1880 für eine steigende Leserzahl. 1889 übernahm A.J.J.M. Langendam aufgrund des Todes seines Vaters die Herausgeberschaft. In den Jahren 1898 bis 1905 wurde täglich sowohl eine Morgen- als auch eine Abendausgabe gedruckt. Am 1. Juli 1900 endete unterdessen die Geschichte der Zeitung als Familienbetrieb. Die Zeitung wurde in den Rahmen einer Aktiengesellschaft „N.V. Maatschappij De Gelderlander“ eingegliedert, Chefredakteur J.R. van der Lans wurde allgemeiner Direktor, Langendam technischer Direktor. Die Zeitung hatte in jenem Jahr eine Abonnentenzahl von 19.800 erreicht.

### De Gelderlanderim 20. Jahrhundert
1924 erhielt De Gelderlander eine Lokalausgabe für Arnhem. Weitere für Apeldoorn und die Achterhoek folgten. In den 30er Jahren erreichte die Zeitung eine Auflage von 37.000 Exemplaren. Mit dem neuen Direktor G.H.J.B. Bodewes endete 1939 die Doppelfunktion Chefredakteur und Direktor.
Während der deutschen Besatzung im Zweiten Weltkrieg erhielt die Zeitung einen Vorzensor und musste nun inhaltlich lavieren. Es kam zu Konflikten um die Übernahme von Anzeigen der niederländischen Nationalsozialisten NSB und der Einsetzung eines neuen Chefredakteurs. Im Februar 1942 teilte das „Rijksbureau voor de Grafische Industrie“ mit, dass nach dem 16. März der Zeitung kein Papier mehr zugeteilt werden könne, worauf die Zeitung am 14. März vorläufig das Erscheinen einstellte.
Bereits während des Krieges wurden Überlegungen angestellt, die Zeitung in der Nachkriegszeit als übergreifenden Titel selbstständiger, stark regionalisierter Titel für die Region Nijmegen, Arnhem, Graafschap und Liemers neu aufzulegen. Am 22. September 1944, Nijmegen war gerade befreit worden, erschien die Zeitung von neuem. Chefredakteur Uri Nooteboom wurde allerdings am 12. April 1945 während einer Reportage in Zutphen von einem deutschen Scharfschützen erschossen. 1947 erhielt de Gelderlander die Lokalausgaben Arnhems Dagblad, De Oost-Gelderlander, De Veluwe- en Ijsselbode und De Noord-Ooster für die Regionen Nordost-Brabant und Nord-Limburg.
In den 1950er Jahren begann die Zeitung sich abermals inhaltlich zu erweitern, die Zeitung verließ wieder ein Stück ihre alte katholische Defensivposition und berichtete nun auch über das Judentum und den Protestantismus. Mit Auslandskorrespondenten und einer Parlamentsredaktion wurde die (inter)nationale Berichterstattung gestärkt. Durch die Übernahme des Arnhemmer Lokalteils von Het Vrije Volk und dessen Zusammenlegung mit dem Arnhems Dagblad entstand 1971 De Nieuwe Krant.
Im Dezember 1990 schuf De Gelderlander als erste Zeitung der Niederlande die Stelle eines Ombudsmanns, der sich mit Beschwerden der Leser befasst. 1996 ging die Zeitung online. 1998 wurde sie Teil des Konzerns VNU, der im September 1999 seine Zeitungen BN/DeStem, Brabants Dagblad, Eindhovens Dagblad, de Gelderlander und De Limburger an Wegener verkaufte.

### De Gelderlanderim 21. Jahrhundert
Ende 2001 fusionierten die Arnhemse Courant, Gelders Dagblad und De Gelderlander unter dem Titel der letzteren, die bezahlte Auflage stieg daraufhin vom dritten Quartal zum vierten Quartal jenes Jahres von 155.373 auf 188.803 Exemplare, fiel jedoch in den folgenden Jahren sogar auf einen Vorfusionswert.
Am 6. Februar 2007 wurde vom Broadsheet- auf das kompaktere Tabloid-Format umgestellt.